# Burgstall Rauhenstein
Der Burgstall Rauhenstein bezeichnet eine abgegangene mittelalterliche Spornburg auf dem „Rauhenstein“, rund 450 Meter ostnordöstlich der Ortsmitte von Schlackenreuth, einem Gemeindeteil des oberfränkischen Marktes Presseck im Landkreis Kulmbach in Bayern, Deutschland. Über diese Höhenburg sind keine geschichtlichen oder archäologischen Informationen bekannt, sie wird grob als mittelalterlich datiert. Im Jahr 1885 wurde die Anlage vom Pressecker Pfarrer Vollrath untersucht, dabei wurden frühgeschichtliche Scherben aufgefunden, ihr heutiger Verbleib ist unbekannt. Von der ehemaligen Burganlage sind noch der Abschnittsgraben mit Außenwall erhalten. Die Burgstelle ist als Bodendenkmal Nummer D-4-5735-0012: „Mittelalterlicher Burgstall“ geschützt.

## Beschreibung
Die Burgstelle befindet sich in 555 m ü. NHN Höhe sich auf einem nach Südwesten gerichteten Diabassporn über dem Zusammenfluss des Rauschbaches und des Pfarrgrundbaches zum Schlackenmühlbach. Der Bergsporn fällt bis auf die Nordostseite steil über Felsen zu Tal ab und war dadurch an diesen Seiten von Natur aus sehr gut geschützt. Im Nordosten schließt sich an die Burgstelle ein leicht ansteigender Bergrücken an, der anschließend noch bis zur sogenannten „Höhe“ auf 677 m ü. NHN ansteigt. Nur an dieser Seite musste die frühere Burganlage durch künstliche Annäherungshindernisse zusätzlich gesichert werden, hierzu wurde ein halbkreisförmiger Abschnittsgraben angelegt, der an beiden Enden im Steilhang ausläuft. Seine Länge beträgt etwa 30 Meter, seine obere Breite rund sechs Meter. Zusätzlich ist diesem Graben noch ein Außenwall vorgelegt, dieser erreicht noch eine Höhe von 1,2 Meter, gemessen von der Grabensohle bis zur Wallkrone. Die felsige und relativ ebene, möglicherweise künstlich bearbeitete Oberfläche des Burgstalles liegt 2,5 Meter über der Grabensohle, und misst nur etwa acht mal sechs Meter im Durchmesser. Mauerreste der ehemaligen Burganlage haben sich nicht erhalten.